# 特里翁法莱圣若瑟圣殿

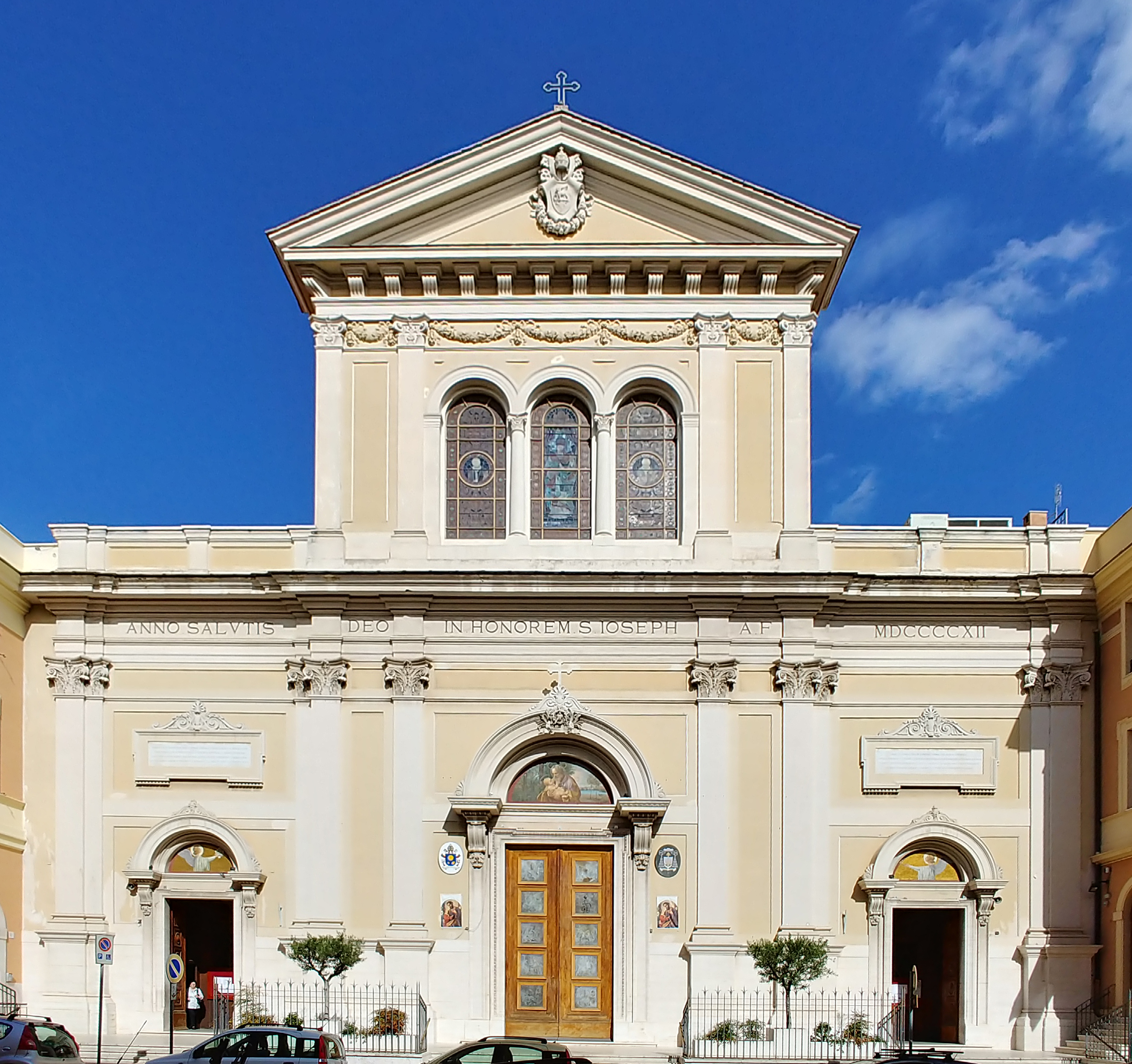

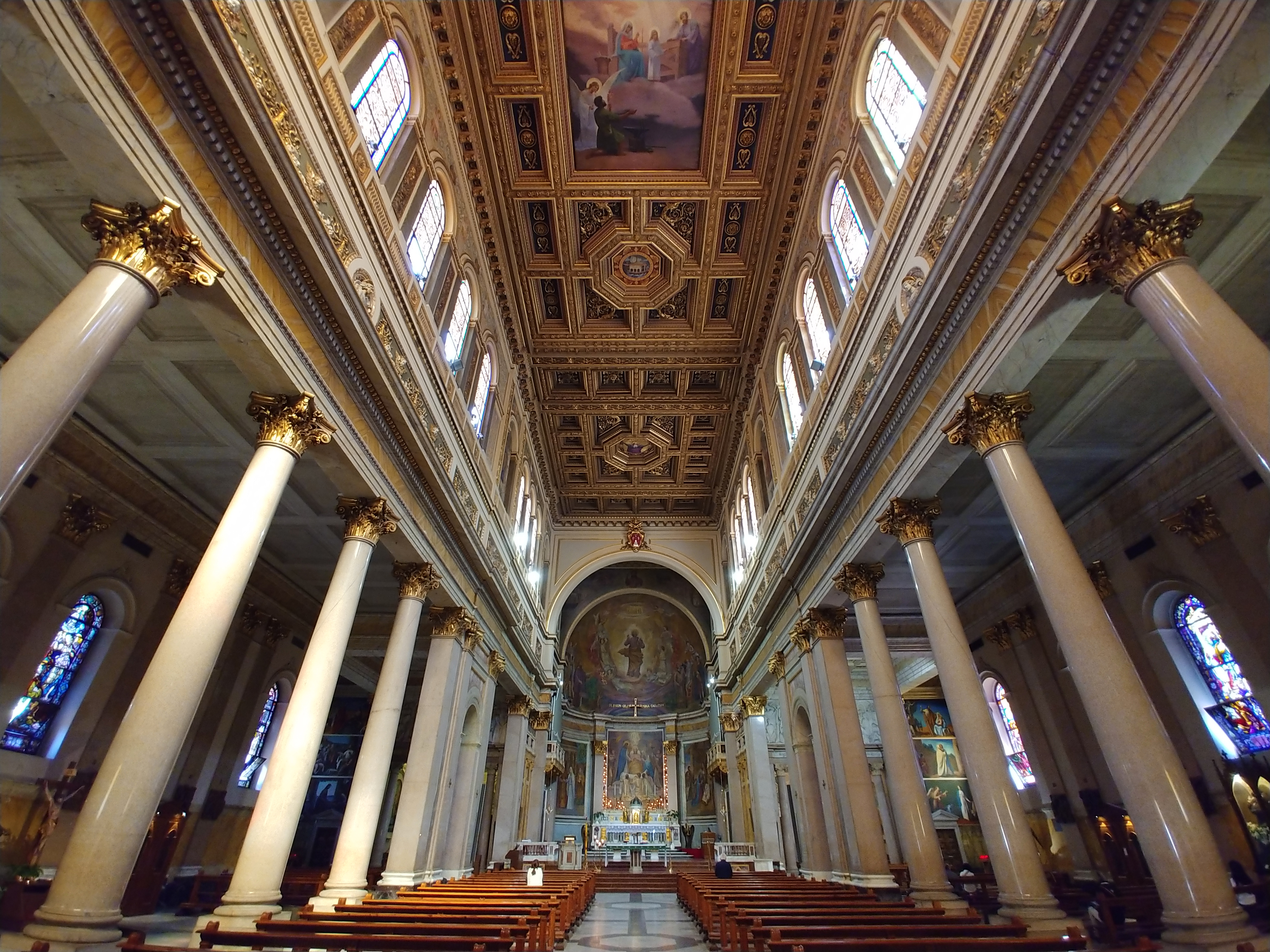

特里翁法莱圣若瑟圣殿（Basilica di San Giuseppe al Trionfale）是一座罗马天主教宗座圣殿，供奉圣若瑟，位于意大利罗马特里翁法莱区（Trionfale）的贝纳迪诺·特莱西奥街（via Bernardino Telesio），靠近利奥城墙。
该堂为新古典主义建筑，建于1909- 1912年，由从瓦尔泰利纳来到罗马仅有一年的路易吉·瓜内拉建造，得到了教宗庇护十世的支持。该堂于1912年5月24日开放。1967年升格为领衔堂区，1970年又升格为宗座圣殿。